# تاناباتا

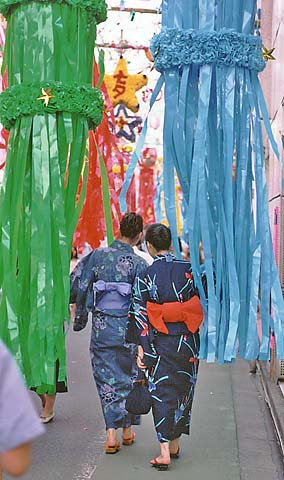
نساء ترتدين اليوكاتا في مهرجان التاناباتا.

التاناباتا (باليابانية: 七夕) وتعني مهرجان النجوم هو مهرجان في اليابان، مستمد في الأصل من مهرجان النجوم الصيني (七夕«ليلة السبعات»).
يحتفل بهذا المهرجان باجتماع أوريهيمه (فيغا) وهيكوبوشي (نسر). حيث أن درب التبانة وهو نهر من النجوم التي تعبر السماء يفصل بين هذين العاشقين، ويسمح لهم فقط بالاجتماع مرة في السنة في اليوم السابع من الشهر القمري السابع للتقويم القمري.
ففى هذا اليوم من كل عام يلتقي الحبيبان ”أوريهيميه“ و”هيكوبوشي“، وكل عام يحتفل اليابانيون بهذا اللقاء، فقد صار لقاء الحبيبين عيداً وطنياً لأمة بكاملها، إنه عيد لا توزع فيه الهدايا، لكنه يوزع الأحلام ويحقق الأماني، إنه عيد تاناباتا. في هذا اليوم يكتب اليابانيون أمانيهم على قصاصات ملونة ومزينة تسمى ”تانزاكو“ ثم يعلقونها على عيدان الخيزران مع زينة أخرى، وفي الماضي كان يتم القاء الخيزران مع الأمنيات لتطفو على النهر، ولكن للاعتبارات البيئية لم تعد تقام تلك الطقوس. ويحظى المهرجان بمشاركة واسعة من مختلف الأعمار بمختلف المدن اليابانية.

## في كواليس السياسة
2008 تزامن المؤتمر 34 لمجموعة الدول الصناعية في طوكيو 2008 مع عيد تاناباتا. وكمضيف دعا رئيس وزراء اليابان فوكودا القادة الثمانية إلى المشاركة في الاحتفالات وهيأ جواً خاصاً لهم. فطلب شجرة خيزران مزينة وفق التقاليد اليابانية وقصاصات مميزة من الورق الملون ليكتب عليها الزعماء أمنياتهم.

## في الفنون
2000 في التشكيل، هناك مئات اللوحات والرسومات، أبرزها لوحة «تاناباتا» للفنانة الاسكتلندية اليسون ماكينزي. في الدراما، عشرات القصص المصورة والمسلسلات التلفزيونية الكارتونية بأسماء مختلفة: «تاناباتا» «الأماني والأحلام» و«الراعي والحائكة» و«أحلام الأطفال» و«عيد النجوم» عام 2000. في الشعر قصائد لا تنضب يعلقونها على شجيرات الخيزران.|

## التاريخ
أتى مهرجان التاناباتا في التواريخ التالية حسب الأعوام:
- 7 أغسطس 2008
- 26 أغسطس 2009
- 16 أغسطس 2010
- 24 أغسطس 2011
- 13 أغسطس 2013
- 2 أغسطس 2014

## احتفال جوجل

احتفال جوجل بالتاناباتا

في 7 يوليو 2016 احتفلَ مُحرك البَحث جوجل بالتاناباتا.

## معرض صور

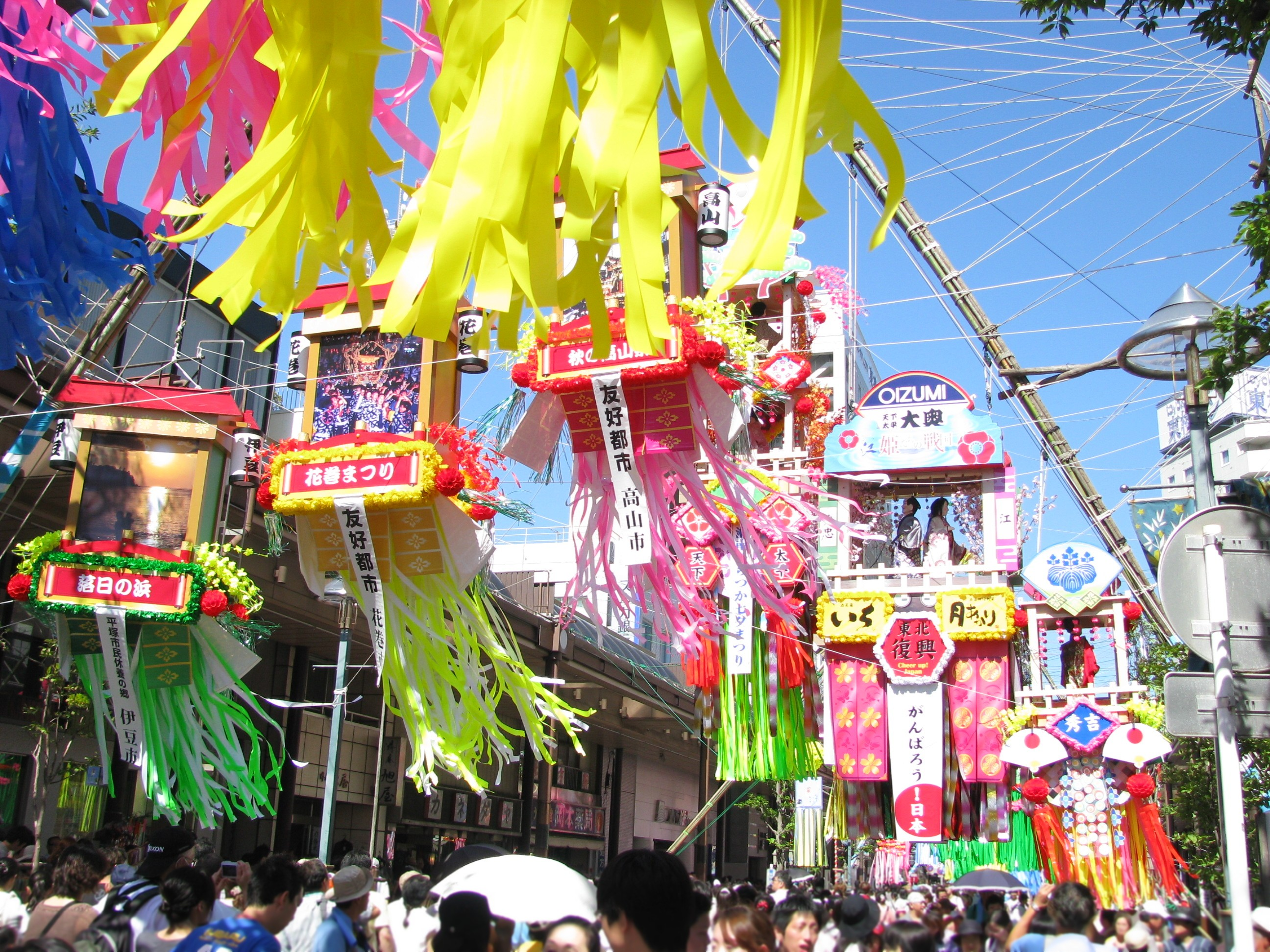
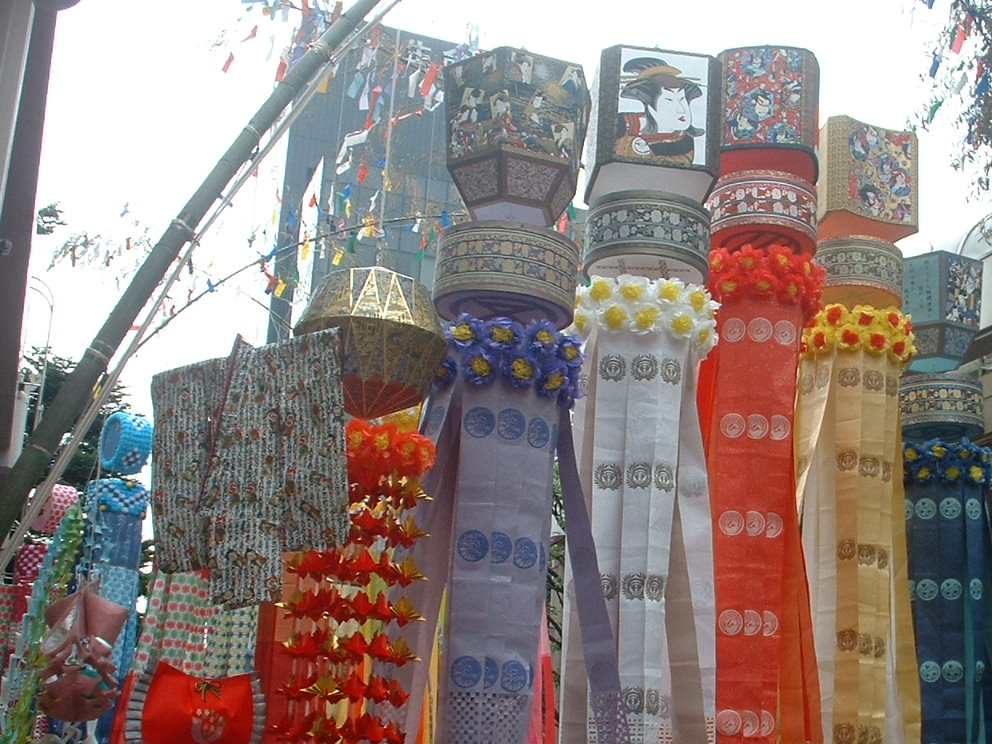
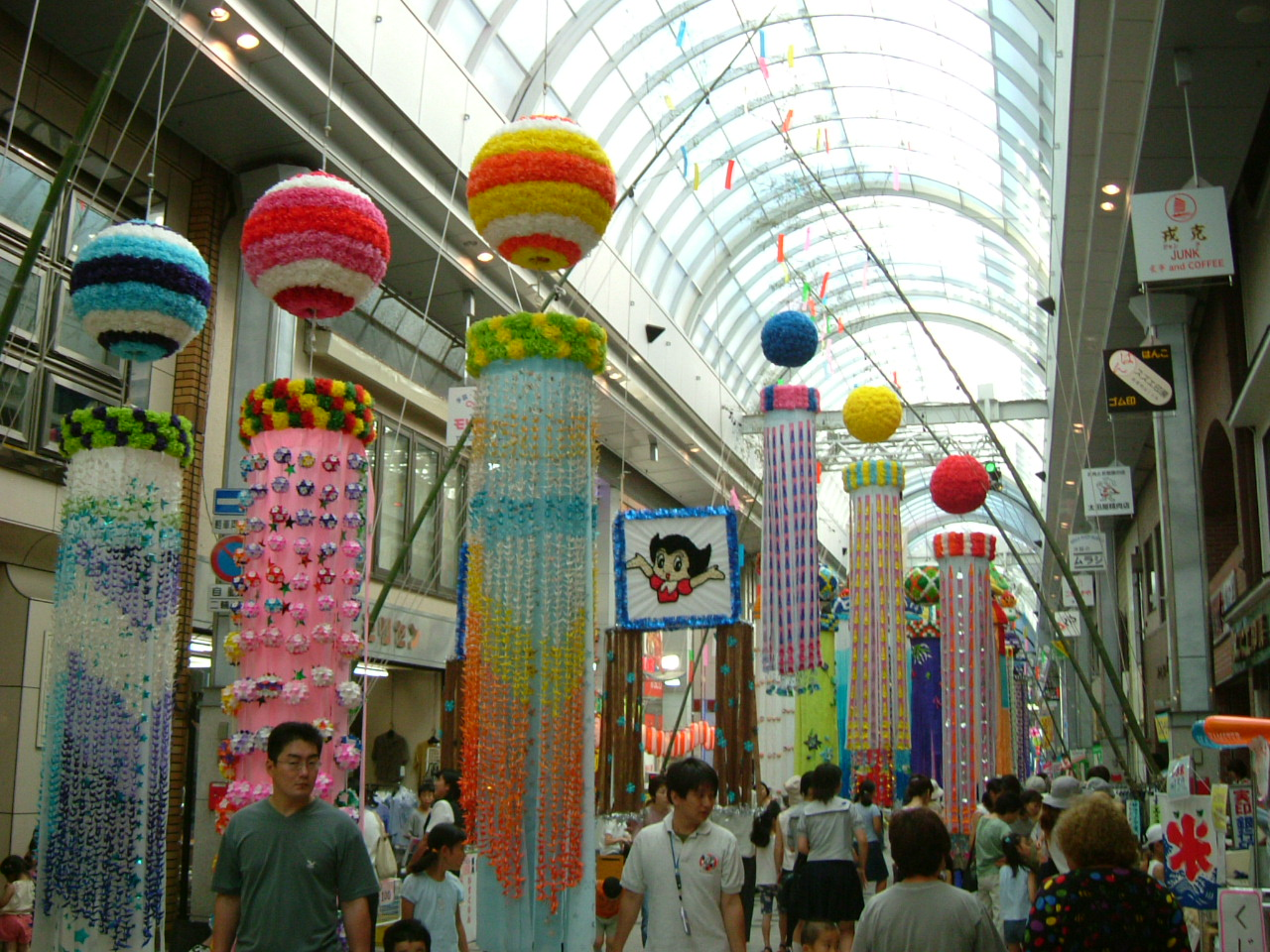
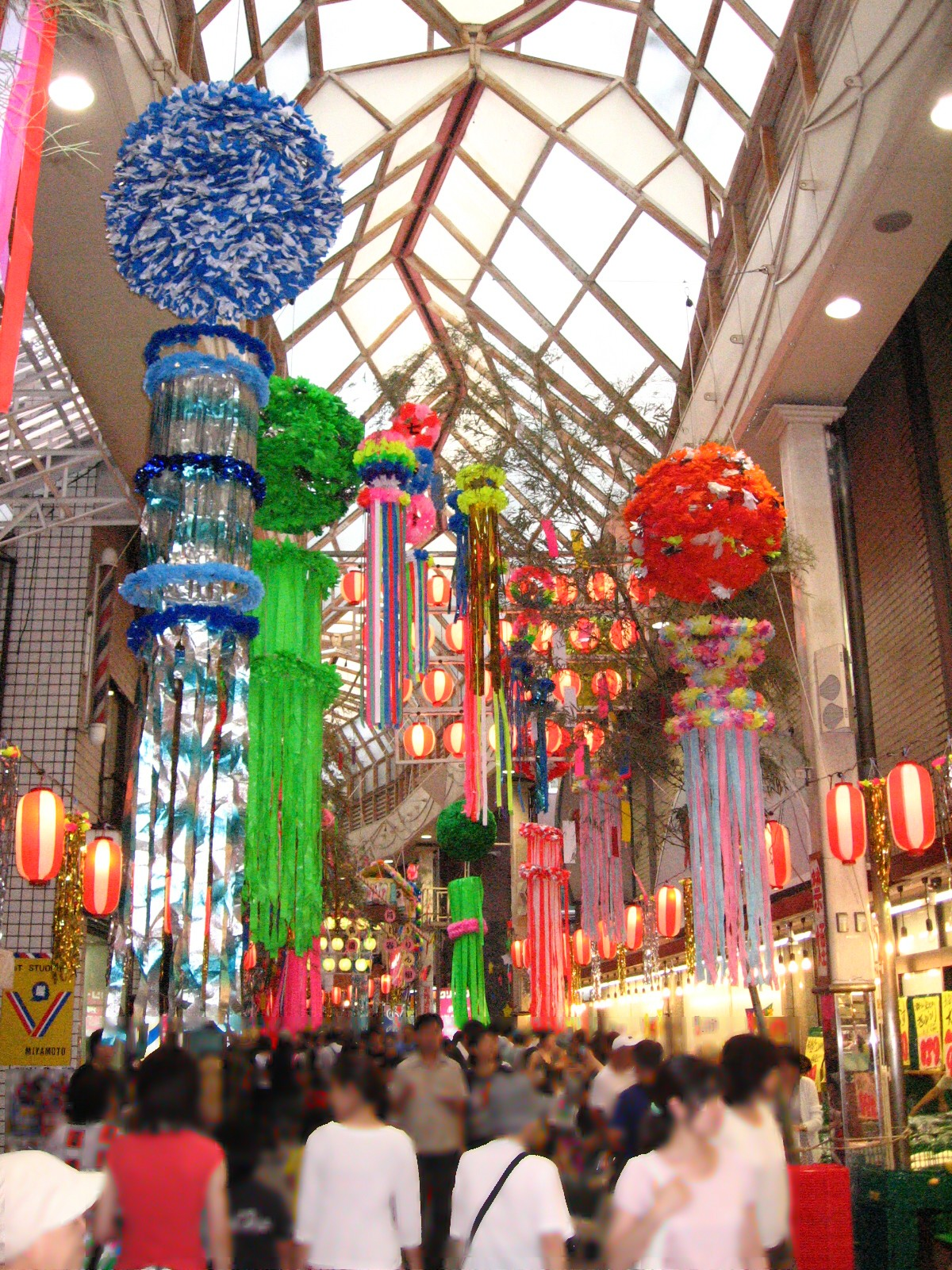